# مظهر شاهین
مظهر شاهین متولد ۱۹۷۴ در طنطا روحانی اسلامی مصری است. او را به نام "خطیب انقلاب" (به عربی: خطيب الثورة) نیز می‌شناسند.

## تحصیلات
او دارای مدرک کارشناسی ارشد در رشته بلاغت قرآنی از دانشگاه الازهر می‌باشد. همچنین او دارای درجه دکترا از دانشکده مطالعات اسلامی و عربی در دانشگاه الازهر می‌باشد.